# Jayuya
Jayuya é um município de Porto Rico, localizado na região central montanhosa da ilha, ao norte de Ponce, a leste de Utuado e oeste de Ciales. Jayuya está espalhada por 18 alas e Pueblo Jayuya (O centro da cidade e do centro administrativo da cidade). É a principal cidade da Área Estatística Micropolitana de Jayuya.